# Santa Maria de Campanyà
Santa Maria de Campanyà és una església del municipi de Sant Cugat del Vallès (Vallès Occidental) inclosa en l'Inventari del Patrimoni Arquitectònic de Catalunya.

## Descripció
És una ermita construïda sobre una capa de roca calcària. De planta rectangular i d'una sola nau. Hi ha els restes de l'obra primitiva que serveixen d'entrada i de base a la torre campanar que s'alça per sobre de la façana. La nau és reforçada a l'exterior per tres contraforts a cada costat. A la façana sud s'hi ha obert dues finestres. A l'interior s'hi conserva el retaule de Sant Sebastià del 1562 i una pica baptismal.

## Història
El lloc de Campanyà és citat per primer cop al 991 quan el matrimoni format per Sunyer i Studia permuten amb el monestir de Sant Cugat tres peces de terra al terme d'Aqualonga (Valldoreix), una d'elles a Campanyà que limita amb terres del mateix monestir.